# Religionen in der Ukraine
Die Religionen in der Ukraine sind vielfältig. Die größte Kirche ist die Orthodoxe Kirche. Diese war bis 2018 in die Ukrainisch-Orthodoxe Kirche des Kiewer Patriarchats mit 45,7 % und die Ukrainisch-Orthodoxe Kirche (Moskauer Patriarchat) mit 13,3 % der befragten Personen (2016) gespalten. 5,9 % bekannten sich zur Ukrainischen griechisch-katholischen Kirche. Im Oktober 2018 erkannte der ökumenische Patriarch gegen den Widerstand der Russisch-Orthodoxen Kirche die Ukrainisch-Orthodoxe Kirche des Kiewer Patriarchats und die vergleichsweise kleine Ukrainische autokephale orthodoxe Kirche als kanonisch an und unterstellte das Gebiet der Ukraine seiner direkten Zuständigkeit mit dem Ziel einer Vereinigung der drei orthodoxen Kirchen. Diese Fusion wurde jedoch nur teilweise umgesetzt, da die dem Moskauer Patriarchen unterstehende Kirche die Synode, auf der die Fusion beschlossen wurde, boykottierte. Daneben gibt es weitere christliche Kirchen und Gemeinschaften, sowie kleine muslimische, buddhistische und andere Gemeinden. Nur 5,4 % der Befragten bezeichneten sich als Atheisten.

Vorherrschende christliche Kirche in den einzelnen Regionen der Ukraine, 2010 (Nach Anteil der registrierten religiösen Gemeinden),
50 % – 66 % katholisch (großenteils griechisch-katholisch)
> 66 % orthodox
50 % – 66 % orthodox
33 % – 50 % orthodox (mehrheitlich)

## Christentum

### Orthodoxe Kirchen

#### Geschichte
Seit 988 gehören die heute ukrainischen Gebiete zur byzantinisch-orthodoxen Kirche im Patriarchat von Konstantinopel. 1596 wurden die orthodoxen Diözesen nach der Brester Union in Polen-Litauen größtenteils aufgelöst. Es blieben nur einige wenige orthodoxe Klöster und Bruderschaften bestehen.
In Kiew wurde die orthodoxe Kirche nach dem Anschluss an Russland 1668 wieder alleinige christliche Kirche. Auch in Wolhynien und anderen Gebieten, die seit 1772 zu Russland kamen, wurde sie wieder einzige Kirche, als Bestandteil der Russisch-Orthodoxen Kirche unter dem Patriarchat von Moskau.
In Galizien, das 1772 zu Österreich gekommen war, existierte sie praktisch weiterhin nicht.
1919 bildete sich in der unabhängigen Ukraine die Ukrainische Autokephale Orthodoxe Kirche, die auch in den polnisch beherrschten Gebieten bis 1937 weiter bestand. Seit 1941 bildete sie sich in den deutsch besetzten Gebieten wieder neu, ebenso eine Ukrainische Autonome Orthodoxe Kirche in der Westukraine.
Nach 1944 gab es in der Ukrainischen SSR nur noch die traditionelle orthodoxe Kirche als Teil der Russisch-Orthodoxen Kirche. Diese litt unter starken Repressionen und Einschränkungen.
Seit 1990 bildeten sich in der unabhängigen Ukraine drei orthodoxe Kirchen, die fortan um Anteile an Gläubigen, Immobilien, ihre kanonische Rechtmäßigkeit und politischen Einfluss stritten.

#### Orthodoxe Kirche der Ukraine
Die Orthodoxe Kirche der Ukraine entstand am 15. Dezember 2018 durch Fusion der Ukrainisch-Orthodoxen Kirche mit der Ukrainischen autokephalen (eigenständigen) Orthodoxen Kirche.
- Ukrainisch-Orthodoxe Kirche des Kiewer Patriarchats

Die Ukrainisch-Orthodoxe Kirche des Kiewer Patriarchats war bis zu ihrer Fusion mit der Ukrainischen autokephalen orthodoxen Kirche eine autokephale Kirche, die als Oberhaupt dem Metropoliten von Kiew unterstand. Sie gehörte seit 2018 zum ökumenischen Patriarchat Konstantinopel und war 2016 die zahlenmäßig stärkste Kirche in der Ukraine. Sie besaß verhältnismäßig wenige Kirchen und Klöster, da sie keine Rechtsvorgängerin im Land hatte.
- Ukrainische Autokephale Orthodoxe Kirche

Die Ukrainische Autokephale Orthodoxe Kirche war bis zu ihrer Fusion mit der Ukrainisch-orthodoxen Kirche des Kiewer Patriarchats die kleinste orthodoxe Kirche in der Ukraine. Sie bildete sich 1990 aus der Ukrainischen Autokephalen Kirche im Ausland und berief sich auf die Traditionen der verschiedenen autokephalen Kirchen in der Ukraine bis 1944. Auch sie wurde von den anderen orthodoxen Kirchen nicht als rechtmäßig anerkannt, obwohl sie sich als Teil der Ukrainischen Autokephalen Kirche im Ausland versteht, die vom Patriarchat von Konstantinopel anerkannt wird. Sie besaß nur wenige Kirchen und Klöster.

#### Ukrainisch-Orthodoxe Kirche (2022)
Die Ukrainisch-Orthodoxe Kirche (2022) war bis 2022 eine autonome Kirche innerhalb der Russisch-Orthodoxen Kirche und unterstand bis dahin formal dem Patriarchat von Moskau. Sie wurde 1991 gebildet und besaß die meisten Kirchen und Klöster, als Nachfolgerin der Russisch-Orthodoxen Kirche in der Ukraine. Sie ist vor allem im Osten des Landes verbreitet, hatte aber 2016 weniger Gläubige als die Ukrainisch-Orthodoxe Kirche (Kiewer Patriarchat). Im August 2024 wurde sie verboten.

### Katholische Kirche

#### Ukrainische Griechisch-Katholische Kirche
Die Ukrainische Griechisch-Katholische Kirche ist eine Kirche, die zwar auch dem Byzantinischen Ritus folgt, aber kirchenrechtlich und organisatorisch dem Papst in Rom untersteht (katholische Ostkirche). Sie wird vom Großerzbischof von Kiew und Halytsch geleitet. Das Verhältnis zu den orthodoxen Kirchen ist schlecht, da diese die griechisch-katholische Kirche nicht als rechtmäßig anerkennen (siehe Union von Brest#Bewertungen). Außerdem gibt es Differenzen in Bezug auf das Eigentum an kirchlichen Gütern und gegebenenfalls deren Restitution.

#### Ruthenische griechisch-katholische Kirche
Die Ruthenische griechisch-katholische Kirche ist ebenso eine Kirche, die zwar auch dem Byzantinischen Ritus folgt, aber kirchenrechtlich und organisatorisch dem Papst in Rom untersteht (katholische Ostkirche). Zur Eparchie Mukatschewe gehören 380.000 Gläubige; Sitz des Bischofs ist Uschhorod. Der Bischof von Mukatschewo, dessen Gebiet in der Ukraine liegt, untersteht direkt dem Heiligen Stuhl und besitzt keine Suffragane.

#### Lateinische Kirche
Außerdem gibt es noch die Lateinische Kirche im Westen des Landes, mit lateinischem Ritus und eigenen Diözesen. Diese ist stark polnisch geprägt.

### Ukrainische orthodoxe griechisch-katholische Kirche
Seit 2009 gibt es eine kleine sogenannte Ukrainische orthodoxe griechisch-katholische Kirche, die sich von der griechisch-katholischen Kirche abgespalten hat. Diese ist eigenständig (autokephal) und wird von der orthodoxen und der katholischen Kirche nicht anerkannt.

### Protestantische Gemeinschaften und Kirchen
In der südlichen Ukraine entstanden ab Ende des 18. Jahrhunderts mehrere mennonitische Siedlungen wie z. B. die beiden Hauptsiedlungen Chortitza und Molotschna. Hier entstanden im 19. Jahrhundert auch Gemeindebewegungen wie die Kleine Gemeinde und die Mennonitischen Brüdergemeinden. Der Großteil der meist russlanddeutschen Einwohner wurden jedoch im Verlauf des Zweiten Weltkrieges vertrieben oder flohen nach Deutschland und zum Teil weiter nach Amerika.
In der Ukraine gibt es heute eine Vielzahl von protestantischen christlichen Gemeinden. Die Baptisten bilden  hierbei die größte, die Pfingstler die zweitgrößte Gruppe. Die Deutsche Evangelisch-Lutherische Kirche der Ukraine ist mit nur wenigen Gemeinden vertreten, die Reformierte Kirche in Transkarpatien hat immerhin regionale Bedeutung. Täuferisch-mennonitische Gemeinden gibt es nur noch wenige.

### Andere christliche Gemeinschaften
Unter den weiteren christlichen Konfessionen stellen die Zeugen Jehovas die größte Gruppe.

## Islam
Der Islam, einst im Süden des Landes herrschend (Krim-Khanat), ist heute mit etwa 4 % der Bevölkerung vertreten, besonders aber auf der Krim mit ihrer von alters her muslimischen tatarisch- bzw. turkstämmigen Bevölkerung (dort 12 %). Sie zeigt sich ebenfalls gespalten, es gibt die Geistliche Verwaltung der Muslime der Krim in Simferopol, und die kleinere Geistliche Verwaltung der Muslime der Ukraine in Kiew. Der Islam ist politisch aktiv, es gibt eine Partei der Muslime der Ukraine (der Kiewer Verwaltung), und auch eine starke nationalistische, aber pro-westliche und türkeifreundliche Tatarenpartei auf der Krim.

Anteil aller muslimischer Gemeinden zusammen10 % – 33 % muslimisch5 % – 10 % muslimisch0 % – 5 % muslimisch0 % muslimisch

## Judentum
Im Rahmen der ersten Teilung Polens 1772 wurde auch die Ukraine geteilt, der nördliche Teil mit Wolhynien und Podolien kam zu Russland, der Süden mit Galizien zu Österreich. In beiden Teilen gab es zeitweise verhältnismäßig gute Lebensmöglichkeiten. Die jüdische Bevölkerung lebte in autonomen Ortschaften, den sogenannten Schtetl. Im Russischen Kaiserreich war die jüdische Ansiedlung auf den Ansiedlungsrayon beschränkt, der unter anderem Teile der heutigen Ukraine umfasste. Wie in ganz Zentralosteuropa wurden die Juden im Holocaust der NS-Zeit mehrheitlich umgebracht.
Heute befindet sich in Tscherniwzi (Czernowitz) ein Museum für jüdische Geschichte und Kultur der Bukowina (Чернівецький музей історії та культури євреїв Буковини), und seit 2012 in Dnipro das Menorah Center (Еврейский общественный центр "Менора"), ebenfalls mit einem Museum zur Jüdischen Geschichte und dem Holocaust in der Ukraine. Es wird vom Jüdischen Kongress der Ukraine (Ukrainian Jewish Congress) betrieben.

## Statistische Angaben

### 2016
Repräsentative Befragung des Instituts für Soziologie in Kiew (ohne Oblaste Donezk, Luhansk und Krim)
| Religion oder Kirche                               | Anteil |
| -------------------------------------------------- | ------ |
| Ukrainisch-Orthodoxe Kirche (Kiewer Patriarchat)   | 45,7 % |
| Ukrainisch-Orthodoxe Kirche (Moskauer Patriarchat) | 13,3 % |
| Ukrainische griechisch-katholische Kirche          | 5,9 %  |
| Protestantische Gemeinschaften und Kirchen         | 1,0 %  |
| Ukrainische Autokephale Orthodoxe Kirche           | 0,8 %  |
| Römisch-katholische Kirche                         | 0,7 %  |
| Buddhistische Gemeinschaften                       | 0,6 %  |
| Islam                                              | 0,2 %  |
| Judentum                                           | 0,05 % |
| Andere Religionen                                  | 0,7 %  |
| Gläubig ohne Religionsgemeinschaft                 | 22,0 % |
| Atheisten                                          | 5,4 %  |

### 2006 bis 2010

Religionsbekenntnisse in der Ukraine 2006
Ukrainisch-Orthodoxe Kirche Moskauer Patriarchats
Ukrainisch-orthodoxe Kirche – Kiewer Patriarchat
Ukrainische Autokephale Orthodoxe Kirche
Ukrainische Griechisch-Katholische Kirche
Römisch-katholische Kirche
Protestantische Gemeinschaften und Kirchen
Jüdische Gemeinden
Muslimische Gemeinden
Buddhistische Gemeinschaften
Sonstige
ohne Angabe
Quelle: Rasumkow-Zentrum, 2006

In den letzten zehn Jahren erfolgten mehrere repräsentative Befragungen zur Religionszugehörigkeit von Personen in der Ukraine, 2006, und 2010. Dazu erfolgte 2010 eine Erhebung der offiziell registrierten Gemeinden der einzelnen religiösen Gemeinschaften.
Durch den Verlust der Ostukraine und der Krim ergaben sich zuletzt einige prozentuale Verschiebungen zu Ungunsten der Ukrainisch-orthodoxen Kirche (Moskauer Patriarchat), da diese in diesen Gebieten besonders stark vertreten ist.

### Regionale Unterschiede
Die Ukraine ist mehrheitlich christlich-orthodox. Es ergeben sich jedoch regionale Unterschiede, die sich über den Anteil der registrieren religiösen Gemeinden in Regionen darstellen lassen. Am Auffälligsten ist die Mehrheit der Katholiken in den westlichen Oblasten (Verwaltungseinheiten) Lwiw, Iwano-Frankiwsk und Ternopil, sowie die Tatsache, dass auf der Krim der verhältnismäßig größte muslimische Anteil besteht. Ein nicht-staatlicher Bericht ergab Januar 2010 folgende Verteilung:
| Bekenntnisse der religiösen Gemeinden | Orthodox | davon:             | davon:           | davon:             | Katholisch | davon:                | davon:             | Protestantisch/Evangelisch | Jüdisch | Muslimisch | Sonstige |
| Bekenntnisse der religiösen Gemeinden | Orthodox | Moskauer Patriarch | Kiewer Patriarch | Autokephale Kirche | Katholisch | Griechisch-Katholisch | Römisch-Katholisch | Protestantisch/Evangelisch | Jüdisch | Muslimisch | Sonstige |
| ------------------------------------- | -------- | ------------------ | ---------------- | ------------------ | ---------- | --------------------- | ------------------ | -------------------------- | ------- | ---------- | -------- |
| Oblast Transkarpatien                 | 39,2 %   | 36,9 %             | 1,9 %            | 0,1 %              | 30,4 %     | 24,8 %                | 5,6 %              | 19,7 %                     | 0,7 %   | 0,1 %      | 10,1 %   |
| Oblast Lwiw                           | 31,3 %   | 2,1 %              | 16,0 %           | 13,2 %             | 57,6 %     | 53,0 %                | 4,6 %              | 6,8 %                      | 0,3 %   | 0,1 %      | 3,9 %    |
| Oblast Iwano-Frankiwsk                | 35,7 %   | 2,3 %              | 22,4 %           | 11,1 %             | 53,4 %     | 50,9 %                | 2,4 %              | 5,2 %                      | 0,2 %   |            | 5,5 %    |
| Oblast Ternopil                       | 37,9 %   | 7,2 %              | 14,0 %           | 16,8 %             | 51,1 %     | 46,2 %                | 4,9 %              | 8,1 %                      | 0,2 %   |            | 2,7 %    |
| Oblast Wolyn                          | 67,8 %   | 43,1 %             | 23,3 %           | 1,2 %              | 2,8 %      | 1,1 %                 | 1,7 %              | 24,0 %                     | 0,1 %   |            | 5,4 %    |
| Oblast Riwne                          | 66,9 %   | 43,2 %             | 22,1 %           | 1,6 %              | 1,5 %      | 0,6 %                 | 1,0 %              | 27,6 %                     | 0,3 %   |            | 3,6 %    |
| Oblast Tscherniwzi                    | 53,5 %   | 38,3 %             | 14,3 %           | 0,1 %              | 4,9 %      | 2,1 %                 | 2,8 %              | 26,7 %                     | 0,8 %   | 0,1 %      | 13,9 %   |
| Oblast Chmelnyzkyj                    | 69,8 %   | 52,4 %             | 12,5 %           | 4,4 %              | 10,1 %     | 2,8 %                 | 7,4 %              | 14,6 %                     | 0,8 %   | 0,1 %      | 4,5 %    |
| Oblast Schytomyr                      | 63,1 %   | 46,1 %             | 15,0 %           | 1,2 %              | 10,0 %     | 0,8 %                 | 9,1 %              | 19,4 %                     | 1,2 %   |            | 6,4 %    |
| Oblast Winnyzja                       | 68,3 %   | 51,2 %             | 13,3 %           | 2,9 %              | 7,5 %      | 0,9 %                 | 6,7 %              | 14,4 %                     | 1,4 %   | 0,1 %      | 8,2 %    |
| Oblast Kiew                           | 64,6 %   | 40,6 %             | 22,3 %           | 1,4 %              | 2,3 %      | 0,9 %                 | 1,3 %              | 25,0 %                     | 0,9 %   | 0,2 %      | 7,0 %    |
| Stadt Kiew                            | 45,6 %   | 28,1 %             | 13,6 %           | 2,9 %              | 2,8 %      | 1,8 %                 | 1,0 %              | 30,1 %                     | 1,2 %   | 1,5 %      | 18,7 %   |
| Oblast Tschernihiw                    | 76,5 %   | 62,8 %             | 13,3 %           |                    | 0,7 %      | 0,2 %                 | 0,5 %              | 17,7 %                     | 0,8 %   |            | 4,3 %    |
| Oblast Sumy                           | 71,4 %   | 52,8 %             | 18,2 %           |                    | 1,1 %      | 0,5 %                 | 0,5 %              | 19,6 %                     | 1,2 %   | 0,3 %      | 6,4 %    |
| Oblast Poltawa                        | 62,2 %   | 43,6 %             | 16,9 %           |                    | 1,3 %      | 0,8 %                 | 0,5 %              | 23,9 %                     | 1,0 %   | 1,2 %      | 10,4 %   |
| Oblast Tscherkassy                    | 63,4 %   | 44,5 %             | 14,1 %           | 4,5 %              | 0,9 %      | 0,3 %                 | 0,6 %              | 20,6 %                     | 1,3 %   | 0,3 %      | 13,6 %   |
| Oblast Kirowohrad                     | 51,8 %   | 36,3 %             | 12,6 %           | 1,7 %              | 1,2 %      | 0,7 %                 | 0,5 %              | 35,8 %                     | 1,5 %   | 0,3 %      | 9,3 %    |
| Oblast Odessa                         | 58,6 %   | 45,2 %             | 9,6 %            | 0,6 %              | 3,1 %      | 1,7 %                 | 1,4 %              | 26,0 %                     | 0,8 %   | 0,8 %      | 10,7 %   |
| Oblast Mykolajiw                      | 61,1 %   | 40,3 %             | 19,1 %           | 1,3 %              | 2,9 %      | 1,6 %                 | 1,3 %              | 21,1 %                     | 1,2 %   | 1,0 %      | 12,7 %   |
| Oblast Cherson                        | 54,3 %   | 40,3 %             | 8,8 %            | 5,2 %              | 4,7 %      | 2,9 %                 | 1,8 %              | 26,1 %                     | 0,8 %   | 5,8 %      | 8,3 %    |
| Oblast Dnipropetrowsk                 | 59,6 %   | 48,6 %             | 9,3 %            | 0,8 %              | 1,3 %      | 0,6 %                 | 0,7 %              | 24,0 %                     | 1,6 %   | 0,4 %      | 13,1 %   |
| Oblast Saporischschja                 | 51,8 %   | 37,5 %             | 11,6 %           | 0,9 %              | 1,6 %      | 0,5 %                 | 1,1 %              | 28,2 %                     | 0,8 %   | 1,1 %      | 16,5 %   |
| Oblast Donezk                         | 47,3 %   | 40,9 %             | 4,9 %            | 0,3 %              | 2,8 %      | 1,9 %                 | 0,9 %              | 29,8 %                     | 1,0 %   | 1,6 %      | 17,5 %   |
| Oblast Charkiw                        | 49,3 %   | 44,2 %             | 2,5 %            | 1,6 %              | 1,7 %      | 0,9 %                 | 0,9 %              | 29,2 %                     | 1,3 %   | 1,2 %      | 17,3 %   |
| Oblast Luhansk                        | 56,1 %   | 50,7 %             | 3,6 %            | 0,8 %              | 0,5 %      | 0,4 %                 | 0,1 %              | 25,3 %                     | 1,6 %   | 1,2 %      | 15,2 %   |
| Autonome Republik Krim                | 42,4 %   | 38,0 %             | 2,9 %            | 0,7 %              | 1,7 %      | 0,7 %                 | 1,0 %              | 16,9 %                     | 1,0 %   | 28,9 %     | 9,3 %    |
| Stadt Sewastopol                      | 49,1 %   | 44,8 %             | 1,7 %            | 0,9 %              | 3,4 %      | 2,6 %                 | 0,9 %              | 25,9 %                     | 1,7 %   | 6,0 %      | 13,8 %   |
| Ukraine gesamt                        | 54,6 %   | 36,9 %             | 13,3 %           | 3,8 %              | 14,4 %     | 11,5 %                | 2,9 %              | 19,8 %                     | 0,8 %   | 1,7 %      | 8,7 %    |